# Laomedeia (satélite)

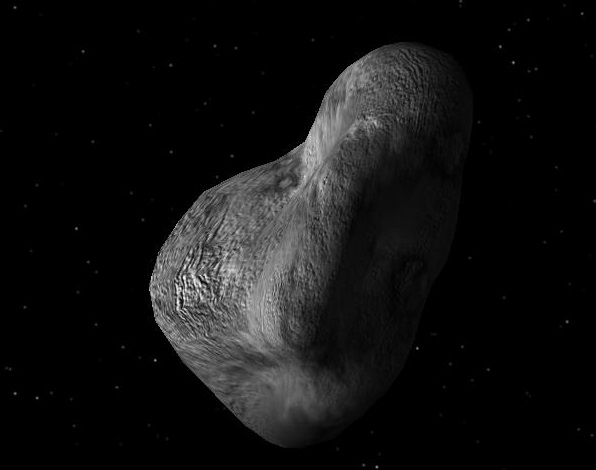
Imagem ilustrativa de Laomedeia.

Laomedeia (grego: Λαομέδεια), também conhecido como Netuno XII, é um satélite natural irregular de Netuno. Foi descoberto por Matthew J. Holman, em 13 de agosto de 2002. Antes do anúncio de seu nome em 3 de fevereiro de 2007 (IAUC 8802), era conhecido como S/2002 N3.
Foi descoberto em fins de 2002, utilizando o telescópio Blanco, com 4 metros de diâmetro, instalado no Observatório de Cerro Tollolo, Chile, pelos astrônomos Matthew Hollman, J.J. Kavelaars , T. Grav, W. Fraser e D. Milisavljevic. 
Desde 1949, com a descoberta de Nereida, não eram descobertas novas luas em Neptuno utilizando um telescópio situado na superfície terrestre. Estas luas são pequenas rochas, com diâmetros da ordem de 20 km. Seus nomes provisórios são S/2002 N1, S/2002 N2 e S/2002 N3. 
S/2002 N1 executa uma órbita retrógrada, enquanto S/2002 N2 e S/2002 N3 possuem órbitas prógradas.
Utilizando o mesmo telescópio, também em fins de 2002, M. Holmann, B. Gladman e T. Grav descobriram a lua S/2002 N4 a qual executa uma órbita retrógrada em torno de Neptuno. Em agosto de 2003, utilizando um telescópio com 8,2 metros situado no pico do Mauna Kea, Havaí, E.U.A., D.C.Jewitt, J. Kleyna e S.S. Sheppard descobriram uma nova lua, a S/2003 N1, cuja órbita também é retrógrada.